# Dalberg-Hammelburger Hof

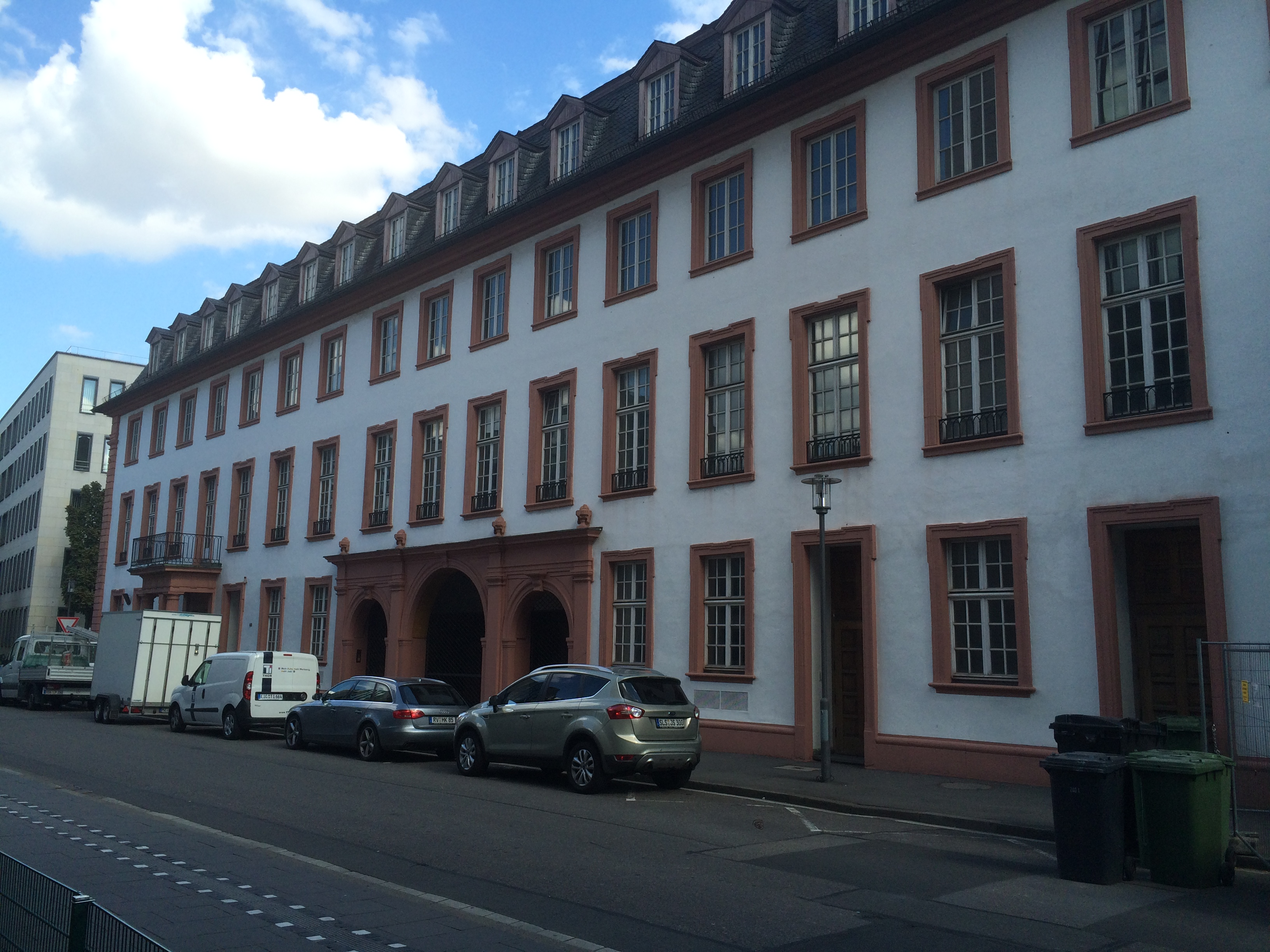
Dalberg-Hammelburger Hof

Der Dalberg-Hammelburger Hof, auch Dalberger Hof genannt, ist der dritte Hof der Freiherren von Dalberg in Mainz in der Mittleren Bleiche. 
Der schlichte Bau wurde zu Beginn des 18. Jahrhunderts für den Freiherren Franz Philipp Caspar von Wamboldt errichtet und ging 1743 in den Besitz von Freiherr Hugo Philipp von Dalberg, dem Oberamtmann der Abtei Fulda in Hammelburg, über. Bereits 1774 übernahmen die Grafen von Eltz das Anwesen und fassten es mit dem benachbarten Eltzer Hof zusammen. Die Anlage wurde im Zweiten Weltkrieg zerstört, die Fassade wurde zwischen 1965 und 1970 wieder errichtet. Die sogenannten Eltzer Höfe dienen heute als Veranstaltungsstätte des Congress-Centrum Mainz.